# Monti Dana
I monti Dana sono un gruppo montuoso situato nella Terra di Palmer, in Antartide. Esteso davanti alla costa di Lassiter per circa 75 km in direzione nordovest-sudest e largo circa 30 km, questo gruppo montuoso è delimitato a nord dal ghiacciaio Mosby, che lo divide dalla dorsale Carey, e a sud dal ghiacciaio Meinardus, che lo separa dai monti Werner, mentre la sua vetta più alta è quella del monte Grimminger, nella zona meridionale della formazione, che raggiunge i 1680 m s.l.m..

## Storia
I monti Dana sono stati scoperti e fotografati per la prima volta durante una ricognizione svolta nel corso della spedizione del Programma Antartico degli Stati Uniti d'America condotta nel 1939-41 al comando di Richard Evelyn Byrd. Fotografata e mappata più dettagliatamente dai membri dello United States Geological Survey grazie a fotografie aeree scattate dalla marina militare statunitense durante ricognizioni effettuate tra il 1965 e il 1967, la formazione è stata poi così battezzata dal comitato consultivo dei nomi antartici in onore del geologo e mineralogista statunitense James Dwight Dana.